# Hans Petri
Johannes Philip Laurens (Hans) Petri (Weerselo, 1 december 1919 - Dordrecht, 13 februari 1996) was een Nederlandse beeldhouwer en graficus.

## Leven en werk
Petri volgde een opleiding aan de Academie voor Beeldende Kunsten in Rotterdam. Met enkele andere studiegenoten (onder anderen Philip Kouwen en Toos Neger) week hij op zoek naar atelierruimte uit naar Dordrecht, waar zij in 1949 onderdak vonden bij Pictura, Dordrecht. Aanvankelijk maakte hij figuratieve beelden en schilderijen, maar gaandeweg ontwikkelde hij zich tot een van de eerste Nederlandse omgevingsontwerpers.
Hij kreeg landelijke bekendheid met zijn monument voor Koningin Wilhelmina, dat als het keienlint bekend werd. Tussen 1970-1975 maakte hij het ontwerp in samenwerking met architect Frans van Dillen. Het ontwerp van dit 'lopend monument' werd in 1975 door de regering goedgekeurd, maar werd na inspraakprocedures niet uitgevoerd.
Werk van Hans Petri bevindt zich in de collectie van het Dordrechts Museum in Dordrecht. Hij woonde en werkte in Dordrecht en was lid van de Dordtse kunstenaarsgroepering Teekengenootschap Pictura.

## Werken (selectie)
- 1950 Penning van de Maze, een van de penningen van de Rotterdamse Kunststichting
- 1950 Leeuw met lam - reliëf, William Boothlaan in Rotterdam
- 1952 Oorlogs en bevrijdingsmonument De Levensboom in Park Merwestein, Dordrecht
- 1954 Meerman en meervrouw - reliëf, boezemgemaal in Katwijk aan Zee
- 1955 Penning Tien jaar bevrijding, jaarpenning van de Vereniging voor Penningkunst
- 1956 Jonas in de walvis - reliëf, Halmaheiraplein in Dordrecht
- 1956 Twee vrouwtjes - reliëf, van Goghlaan in Rotterdam-Hilligersberg
- 1959 Doopvont, "zittende vrouw", Grote of Sint Laurenskerk, Rotterdam
- 1959 Indiëmonument, "Het Verre Oosten", Boulevard 1945 in Enschede
- 1960 Spuisluismonument - herinneringsmonument watersnoodramp 1953, Havendijk in Schiedam
- 1961 De Drenkeling - watersnoodmonument in Nieuwe-Tonge
- 1960 Vis Mens Dier, Spuisluis/Havendijk in Schiedam
- 1962 De vechtenden, Noordendijk in Dordrecht
- 1963 Speelobject, Burg. van Haarenlaan in Schiedam
- 1965 Spel van licht en schaduw, Pascalstraat in Zaanstad
- 1966 1942 - 1962, De Deel in Emmeloord
- 1965 Tekst in keramiek voor de preekstoel en het doopvont, Bergkerk in Den Haag
- 1968 zonder titel - 6 objecten, Spirea in Dordrecht
- 1968 zonder titel, Burg. Raveslootsingel in Almelo
- 1969 zonder titel - waterpartij met betonnen keien, Burg. Oudlaan Erasmus Universiteit Rotterdam in Rotterdam
- 1973 Fonteinlandschap, Van der Steenhovenplein in Dordrecht
- 1973 zonder titel, Venezueladreef in Utrecht
- 1976 Compositie, Vogelsanglaan in Utrecht
- 1980 Landschapskunst, Capelle aan den IJssel

## Fotogalerij

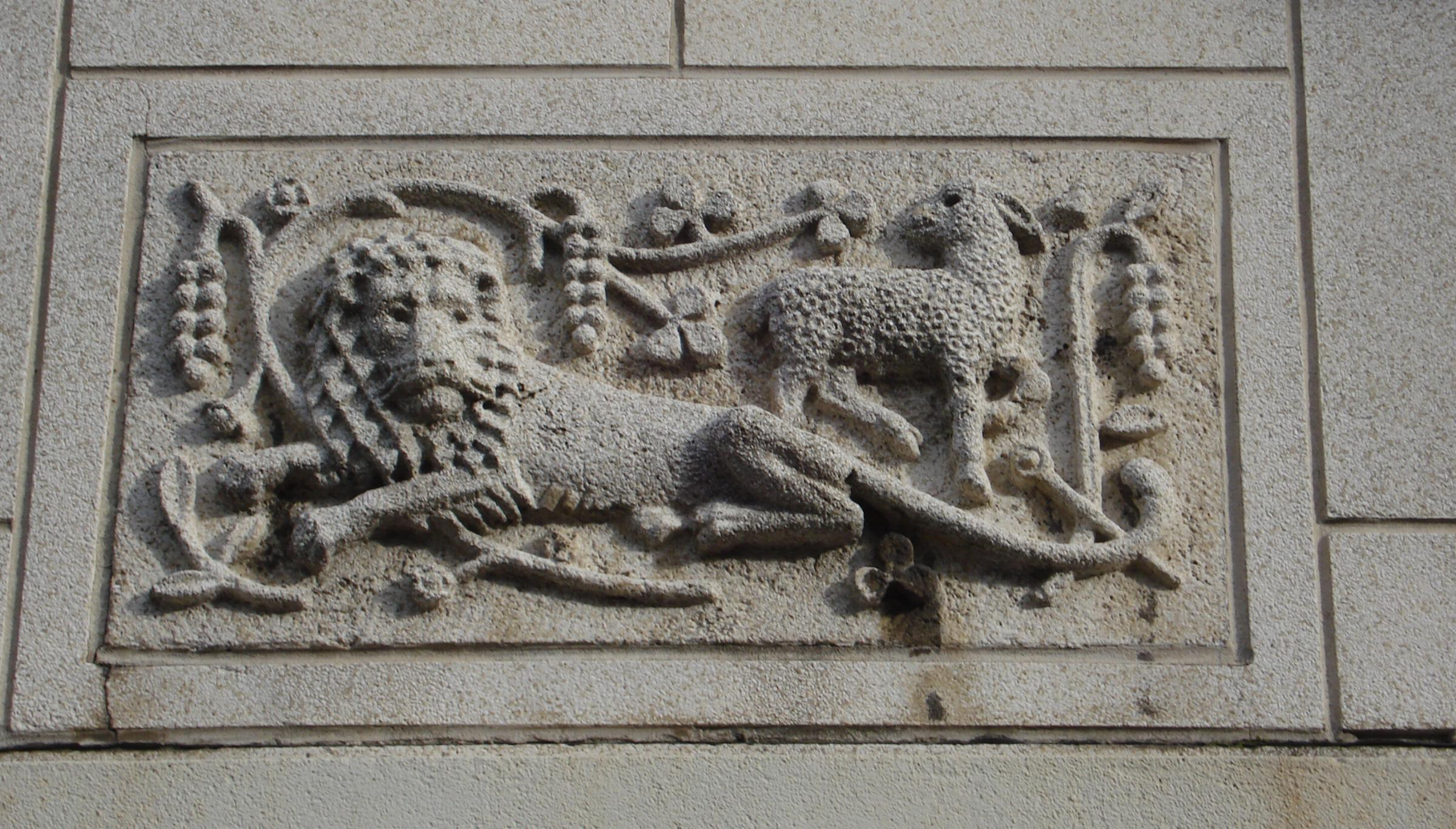
Leeuw met lam, Rotterdam
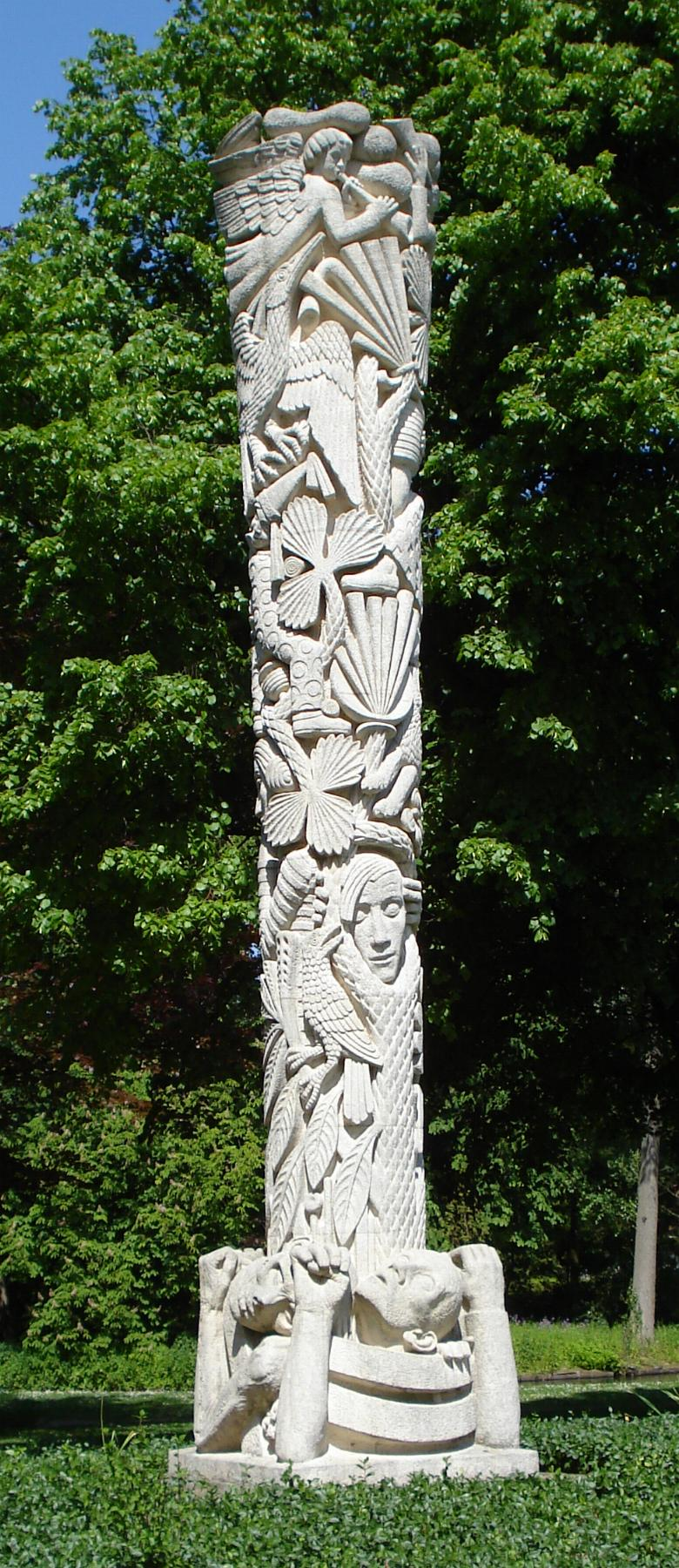
De Levensboom, Dordrecht
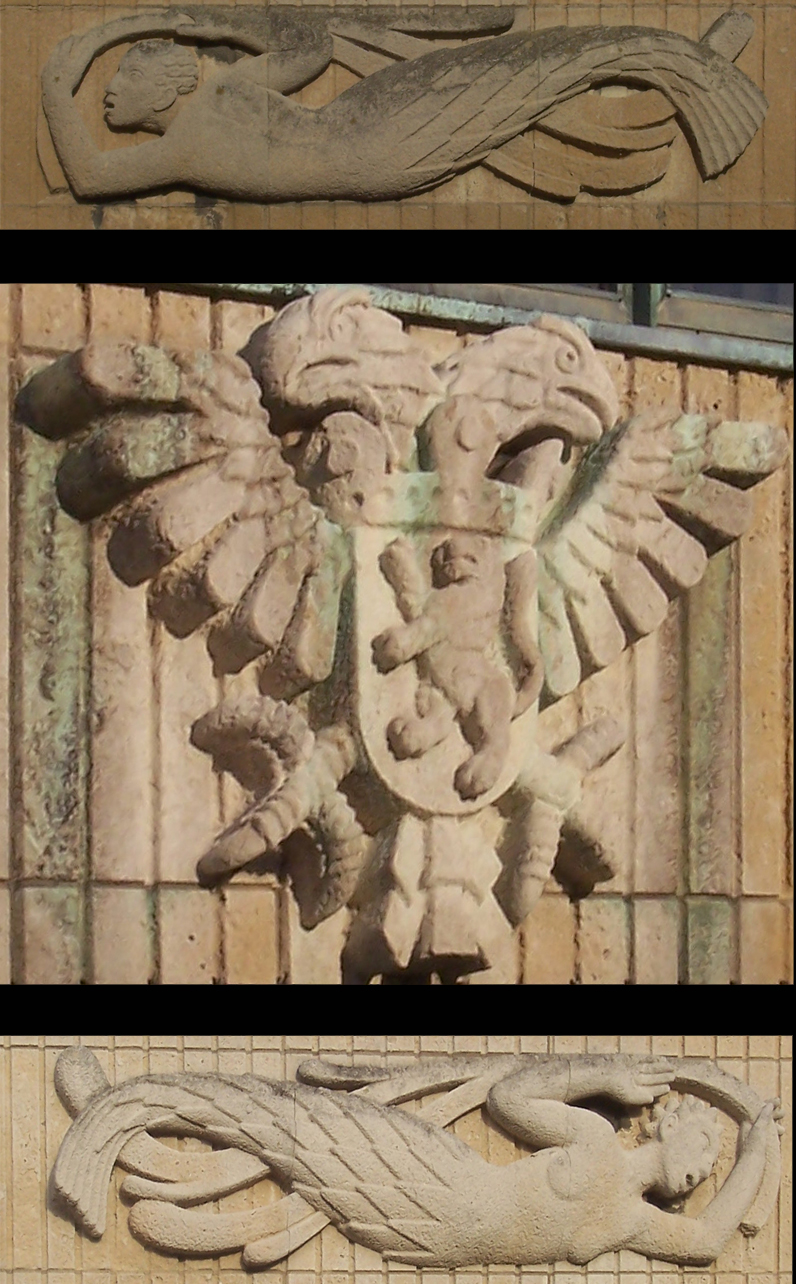
Meerman en meervrouw, Katwijk aan Zee
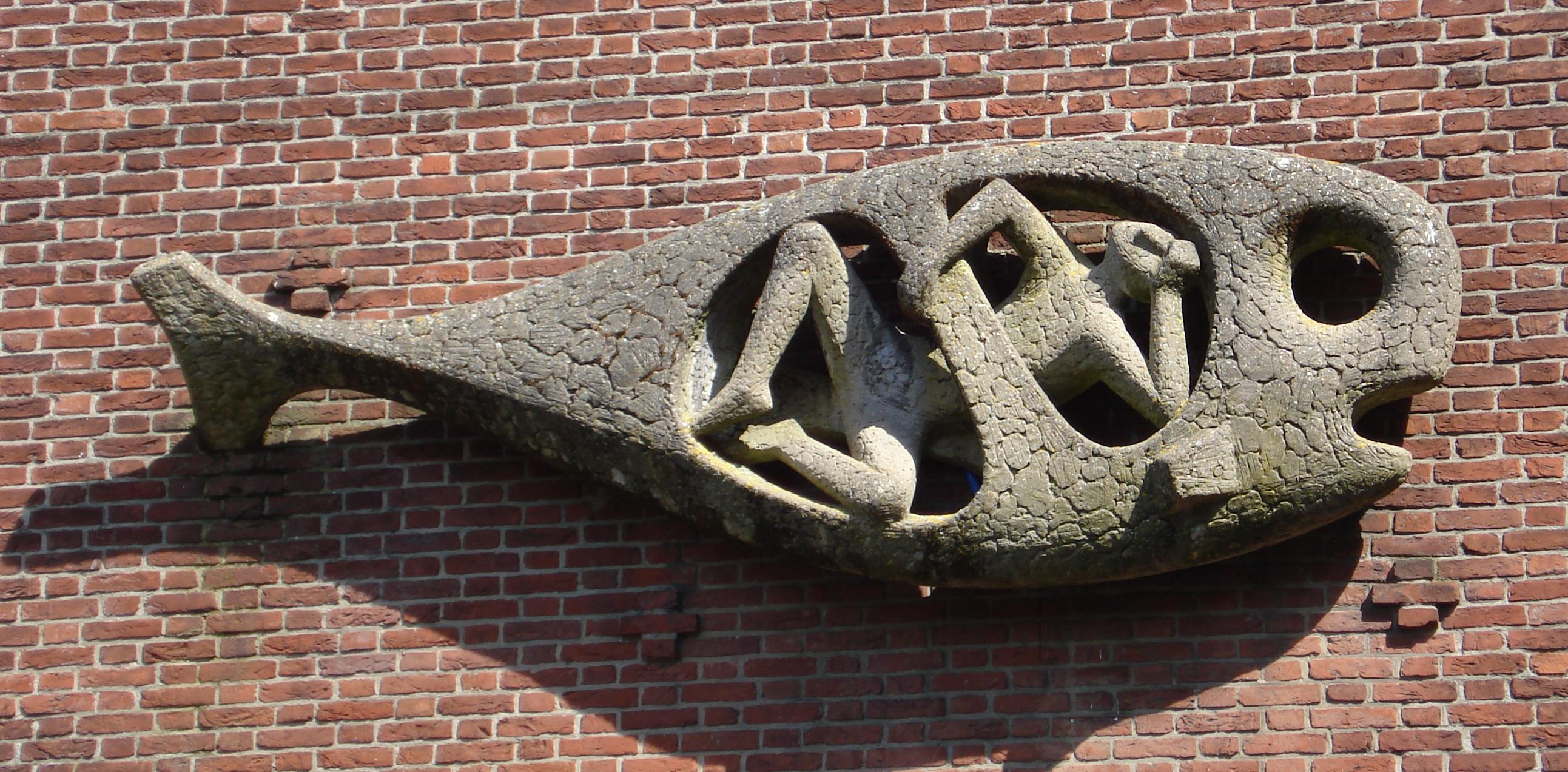
Jonas in de walvis, Dordrecht
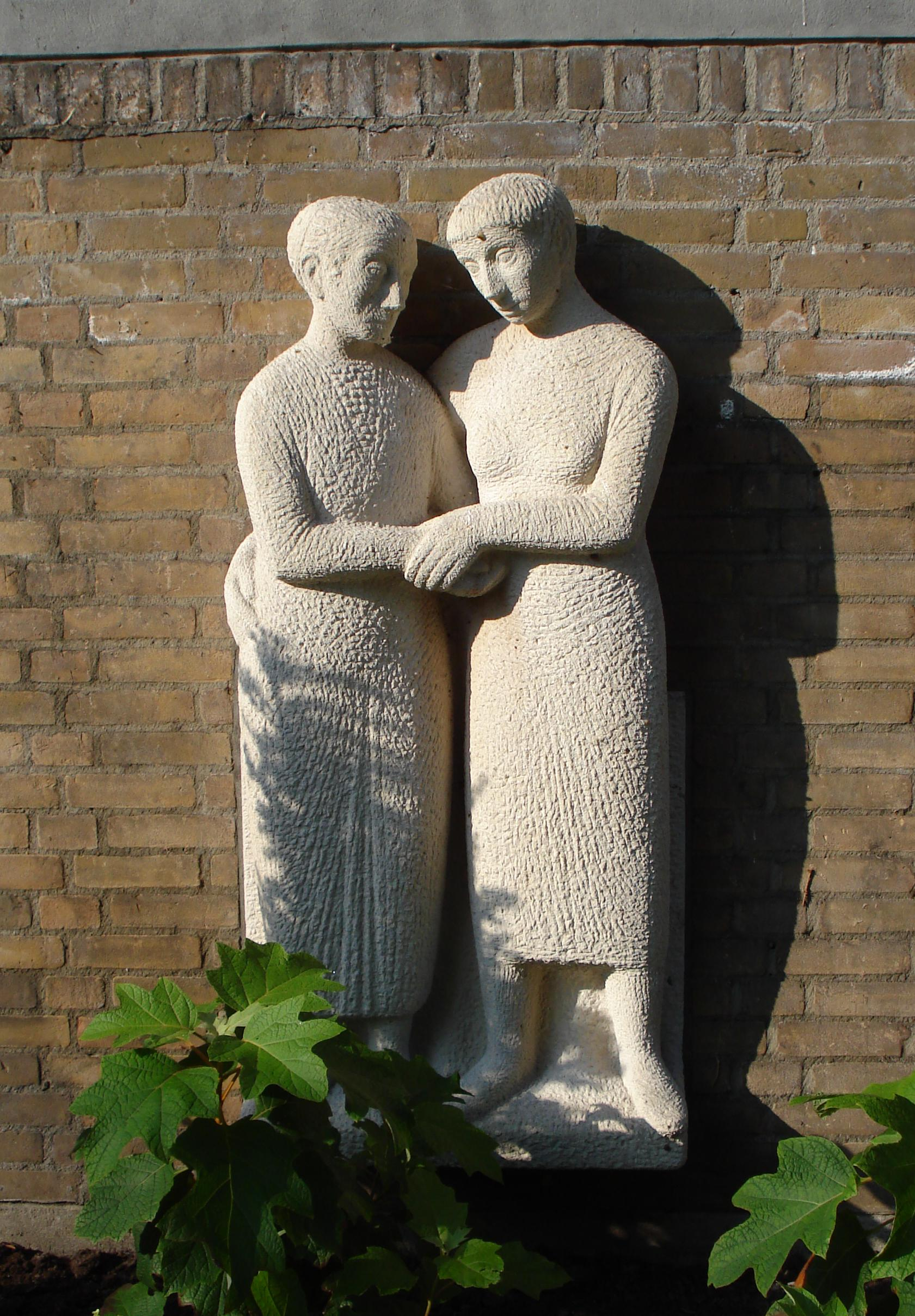
Twee vrouwtjes, Rotterdam
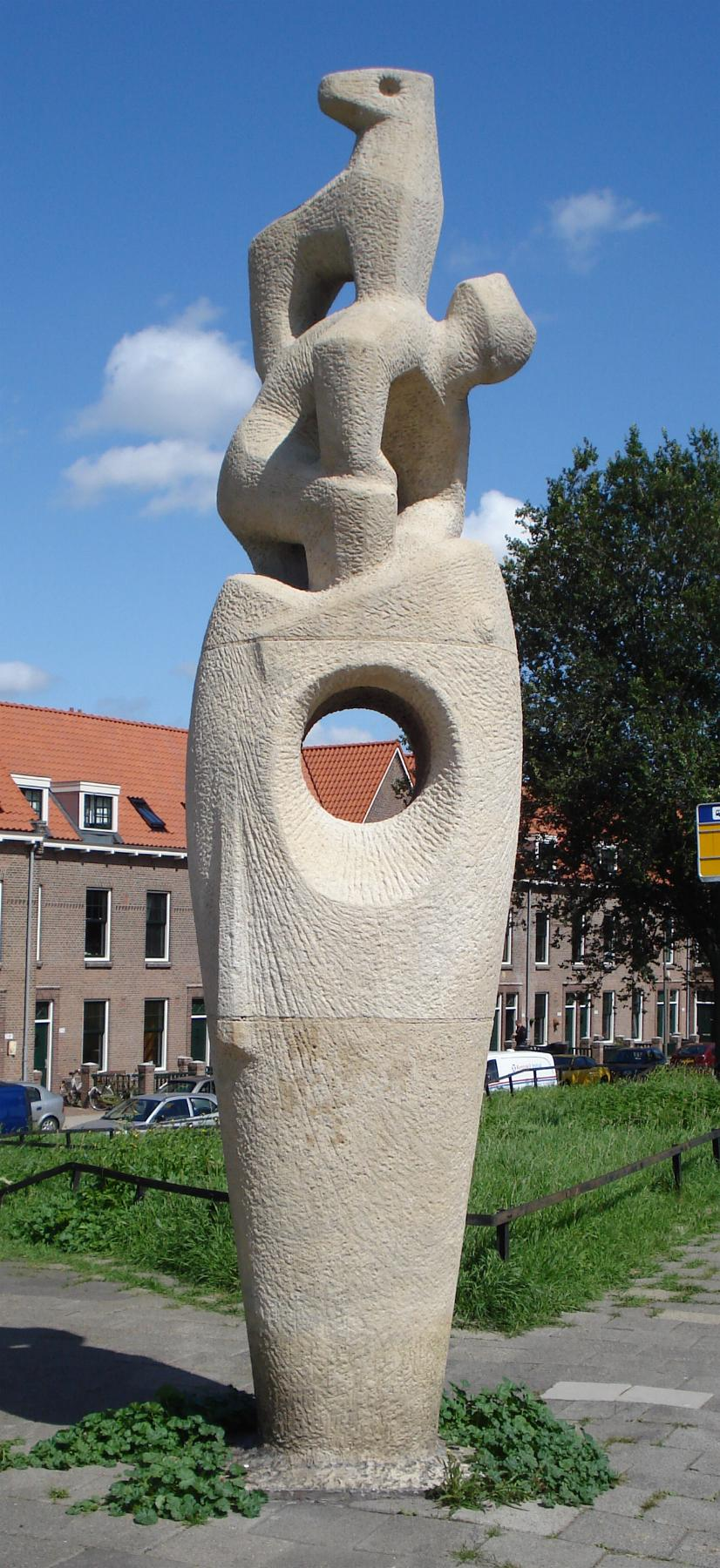
Vis Mens Dier, Schiedam
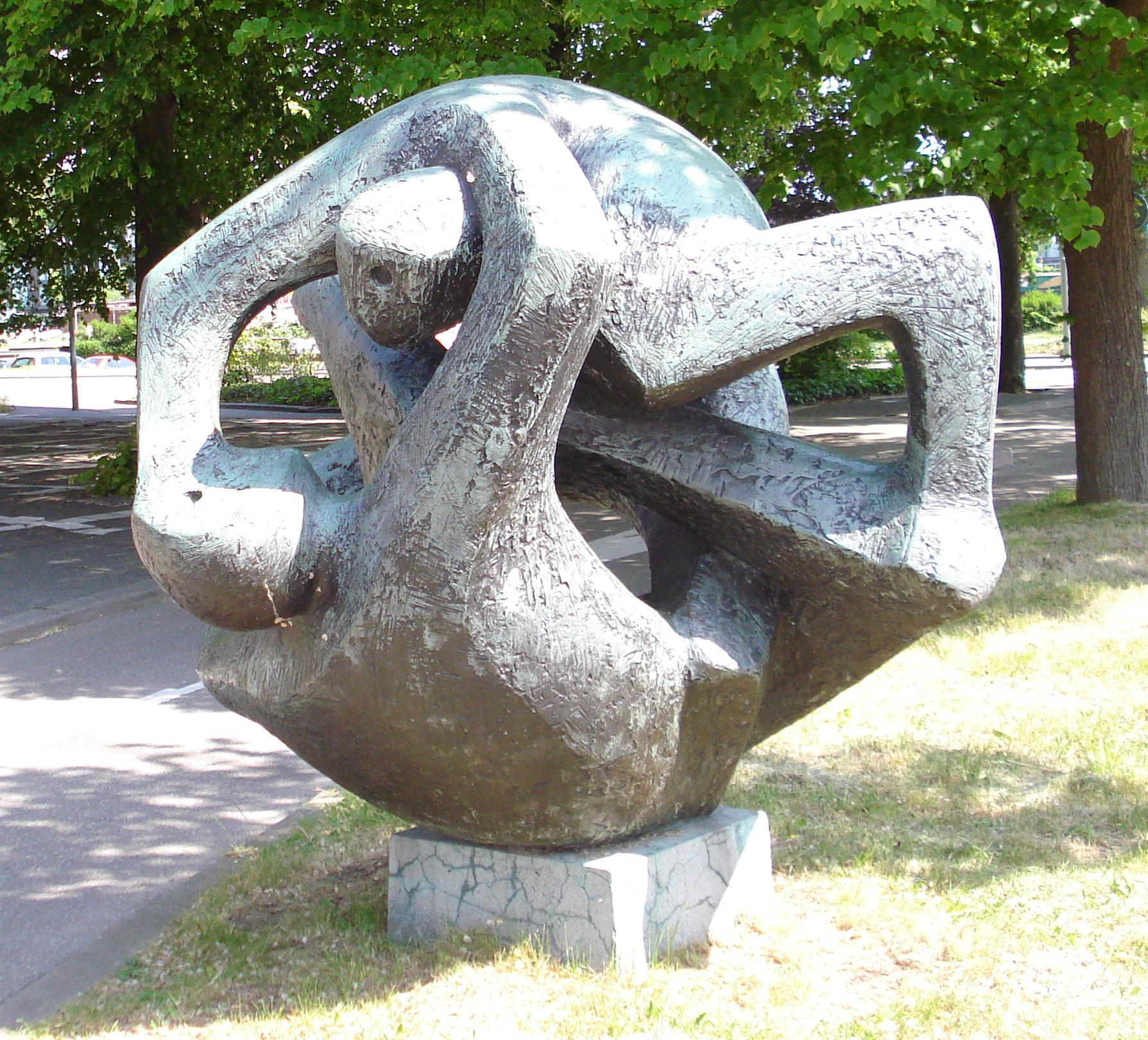
De vechtenden, Dordrecht
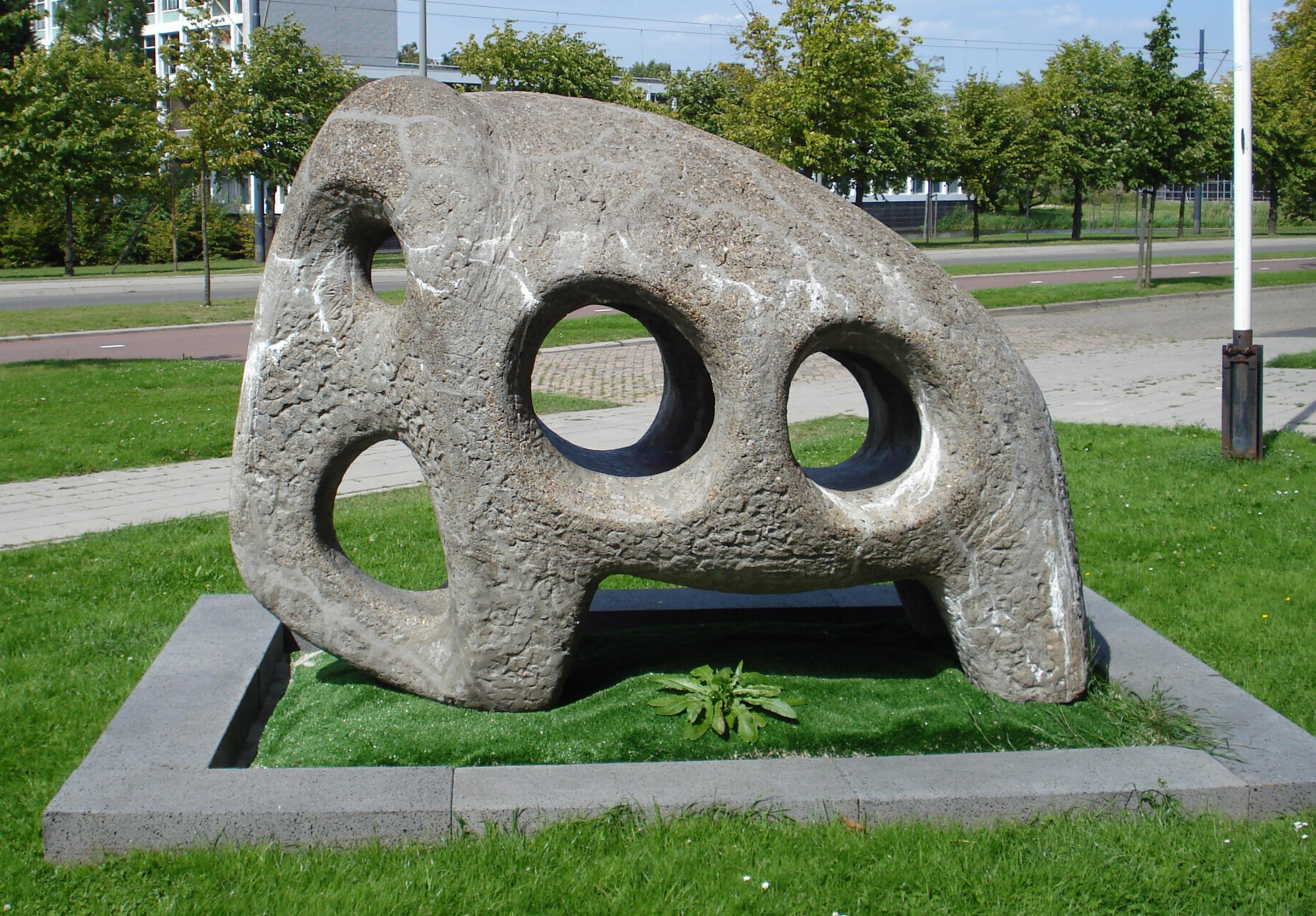
Speelobject, Schiedam
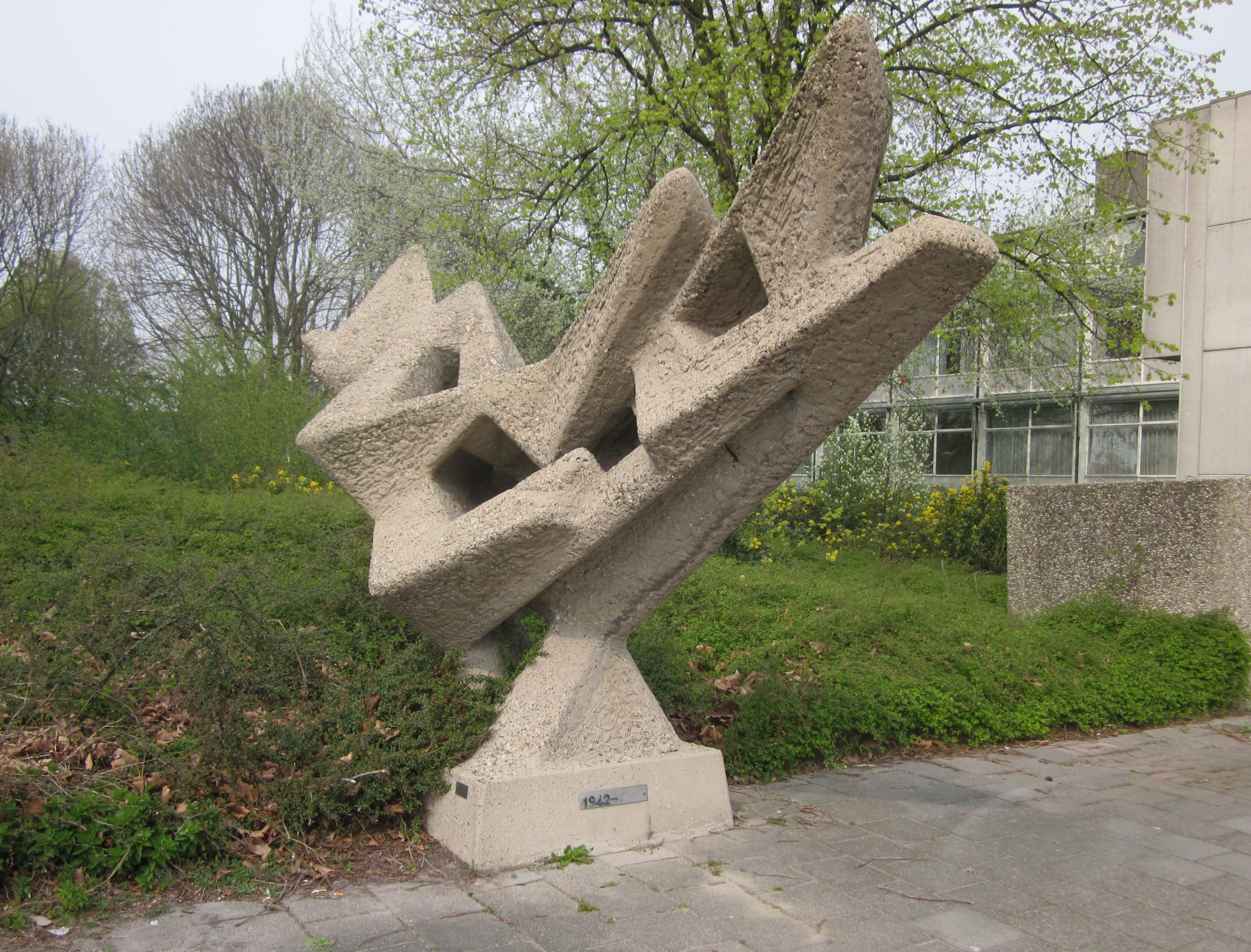
1942 - 1962, Emmeloord
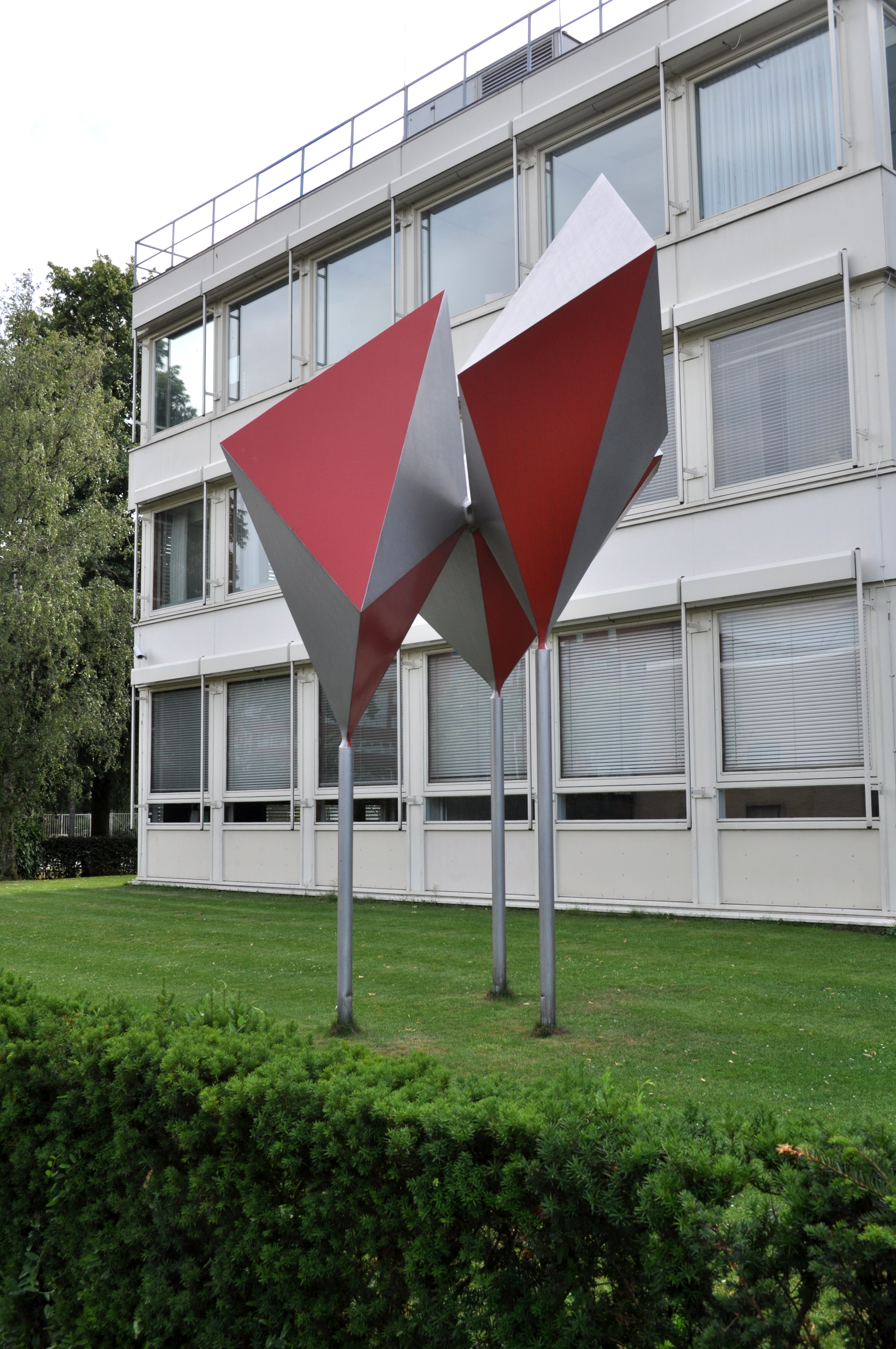
Compositie, Utrecht
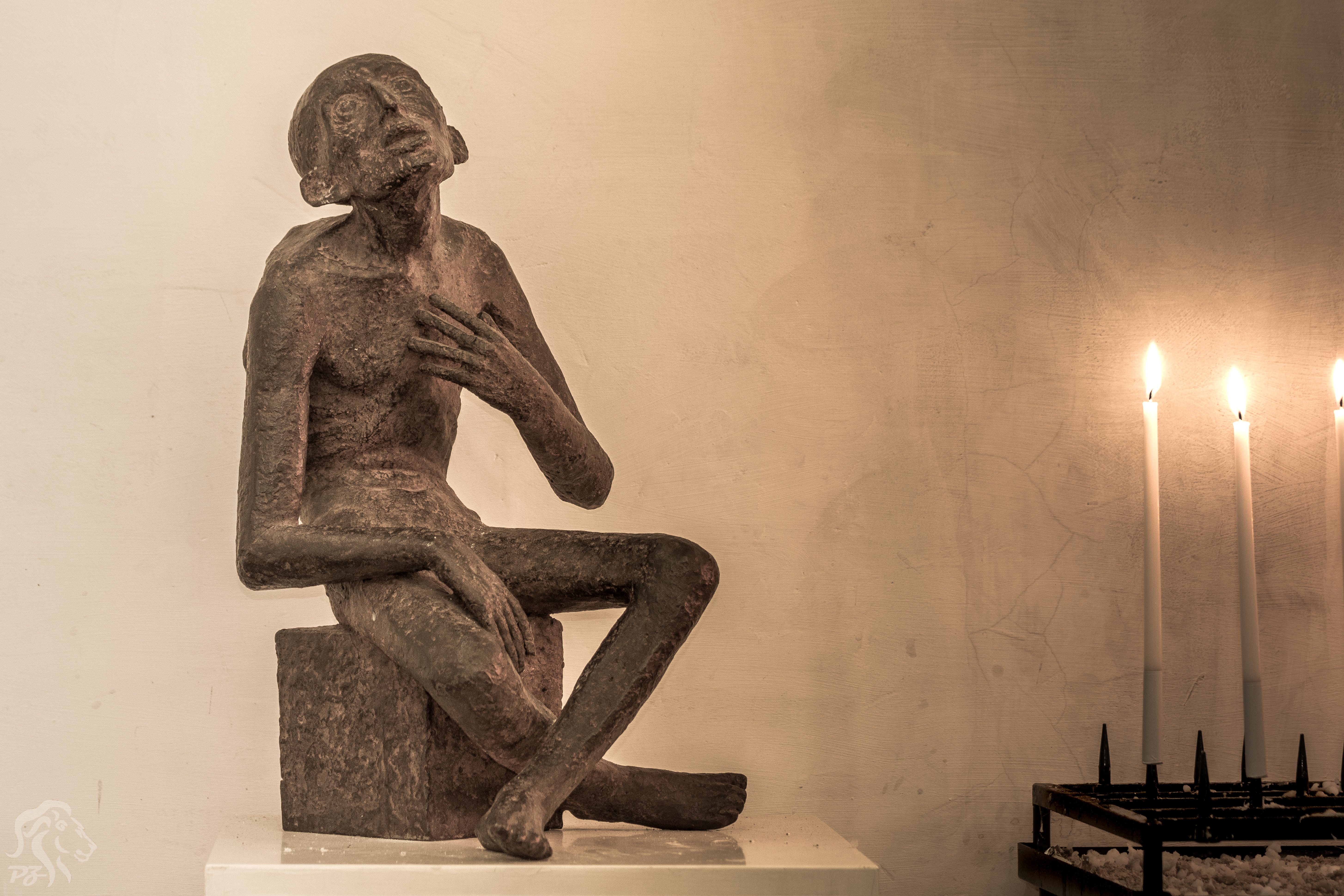
Job, Dordrecht
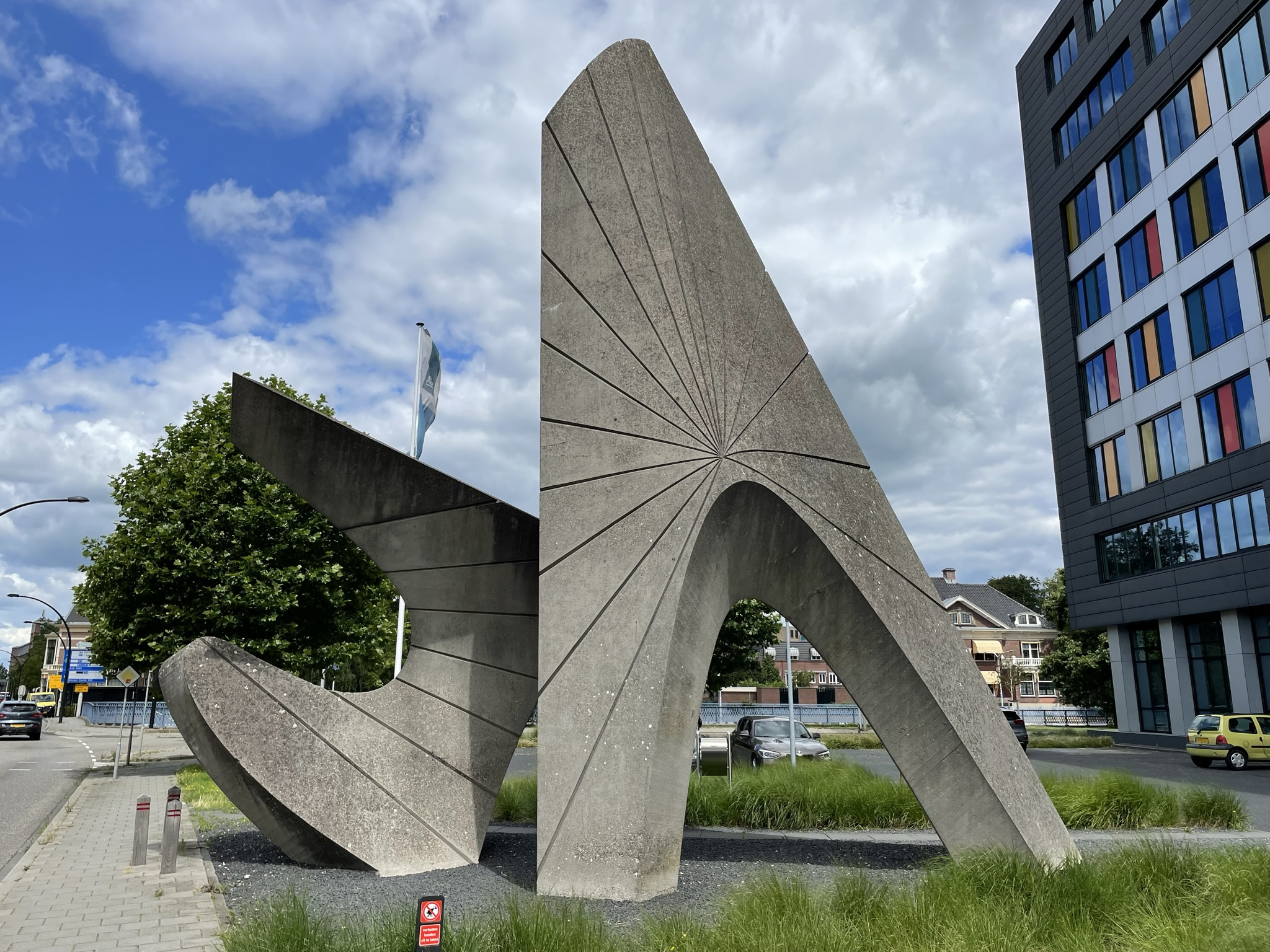
Zonder titel, Almelo